# السيلينيوم في علم الأحياء
على الرغم من سميتها في الجرعات الكبيرة، إلا أن السيلنيوم من المغذيات الدقيقة الأساسية للحيوانات. يوجد السيلينيوم في النباتات بكميات سامة مثل العلف. السيلينيوم هو أحد مكونات الأحماض الأمينية: السيلينوستين والسيلينوميثيونين في البشر، السيلينيوم هو من العناصر الغذائية التي تعمل كعامل مرافق للغلوتاتيون بيروكسيداز وأشكال معينة من الأنزيم مختزل ثيرودوكسين.
إن السيلينيوم هو أحد المغذيات الصغرى الأساسية في الثدييات، ولكن يُعترف به كمادة سامة في الكميات الكبيرة. يمارس السيلينيوم وظائفه البيولوجية من خلال البروتينات السيلينوبروتينية، التي تحتوي على الحمض الأميني السيلينوستين . وهناك 25 من السيلينوبروتينات مشفرة في الجينوم البشري.
بيروكسيداز الغلوتاثيون : مجموعة إنزيمات الغلوتاثيون بيروكسيداز (إختصارها GSH-PX) التي تحفز خفض بيروكسيد الهيدروجين وهيدروبيروكسيدات عضوية : 
2GSH + H2O2 → GSSG + 2 H2O
تمنح الذرتان من الثيولز في عملية تبدأ بأكسدة سلسلة سيلينول الجانبية في GSH-PX . الأبسلّن هو عقار يستعمل في إكمال إجراء GSH-PX . وهو يعمل كمحفز لتدمير بيروكسيد الهيدروجين .[3]
ينتج إنزيم ذي صلة يحتوي على السيلينيوم في بعض النباتات والحيوانات ( ثيرودوكسين المختزل )يؤدي إلى انخفاض الثيورودكسين ، الديثيول الذي يعمل كمصدر إلكترون للبيروكسيداز وأيضا الإنزيم المختزل الريبونوكليوتيد مهم الذي يجعل سلائف الحمض النووي من سلائف الحمض النووي الريبي .
كما يلعب السيلينيوم دورا في عمل الغدة الدرقية وهو يشارك كعامل مشترك لثلاثي هرمون الغدة الدرقية . هذه الإنزيمات تنشط ثم تلغي هرمونات الغدة الدرقية المختلفة والمستقلبات الخاصة بها . قد تمنع هذه الإنزيمات داء هاشيموتو ، وهو مرض محصّن ذاتيًا حيث تتعرض خلايا الغدة الدرقية الخاصة بالجسم لهجوم من قبل جهاز المناعة. وقد لوحظ عن انخفاض بنسبة 21 في المائة  للأجسام المضادة مع تناول الغذاء 0.2 ملغ من السيلينيوم .
الديهيدروجينز الفورماتي:
تستخدم بعض الكائنات الدقيقة السيلينيوم في ديهيدروجينز الفورماتي . يتم إنتاج الفورميت بكميات كبيرة في الميتوكوندريا الكبدية (خلايا الكبد) من الخلايا الجنينية وفي الخلايا السرطانية بواسطة دورة الفوليك .
يتم تأكسد الفورم بشكل نهائي بواسطة إنزيم ديهيدروجينز:
HCO2− → CO2 + H+ + 2 e−
التيورودكسين المختزل
يستخدم الثيورودكسين المختزل زوج من السيستين - السيلينوسيستين لتقليل نسبة ثاني الكبريتيد في التيوريدوكسين .

## المؤشرات النباتية
تعتبر بعض أنواع النباتات مؤشر على محتوى السيلنيوم المرتفع للتربة ، لأنها تتطلب مستويات عالية من السيلنيوم لتحقيق الازدهار .  مؤشرات السيلنيوم الرئيسية في النباتات هي أصناف الأسطراغالس (بما في ذلك بعض اللوكييد)  ، عمود الأمراء (الستانيليا) ، آلات خشبية (الزايلرويزا) ، وطحالب الذهب الزائف (أونوبسيس)  .
الاستخدام الطبي للمركبات السيلنيوم الاصطناعية :
المادة التي تسمى كبريتيد السيلينيوم (مع الصيغة التقريبية SeS2) هي المكون النشط في بعض أنواع الشامبو المضادة للدندروف .[11]  يقتل مركب السيلينيوم فطر فروة الرأس المالاسزيزيا، الذي يتسبب في تناثر شظايا الجلد الجاف. كما يستخدم العنصر في مرطبات الجسم لعلاج التينيا فرسيكلور بسبب العدوى من أنواع مختلفة من فطر ماليزيا .

## الكشف عن السوائل البيولوجية
يمكن قياس السيلينيوم بالدم أو البلازما أو المصل أو البول لمراقبة التعرض المفرط للتلوث البيئي أو المهني ، ولتأكد من تشخيص حالات التسمم في الضحايا الذين يتم نقلهم إلى المستشفى ، أو للمساعدة في إجراء تحقيق طبي شرعي في حالة حدوث جرعة زائدة مميتة . وبعض التقنيات التحليلية قادرة على التمييز بين أشكال العناصر العضوية والأشكال غير العضوية للعنصر. يتم تحويل كل من الأشكال العضوية وغير العضوية من السيلينيوم إلى أنواع من السيلينيوم أحادية السكر (سكريات السيلينو) في الجسم قبل القضاء عليها في البول .  مرضى السرطان الذين يتلقون جرعات فموية يومية من السيلينوثيونين قد يحتوي البلازما والبول الخاص بهم على تركيز عالي من السيلينيوم  . 

## السمية
على الرغم من أن السلنيوم عنصر إستشفافي أساسي ،  فإنه سام إذا تم تناوله بكميات كبيرة . ويمكن أن يؤدي تجاوز الحد الأعلى المسموح من السيلينيوم البالغ 400 ميكروغرام في اليوم إلى حدوث داء . ويستند الحد الأعلى للسيلينيوم البالغ 400 (ميكروغرام) إلى دراسة أجريت في عام 1986 على خمسة مرضى صينيين ظهرت عليهم علامات علنية لحدوث داء التسمم وتم دراسة و متابعة نفس الأشخاص الخمسة في عام 1992 . [15] وقد وجدت دراسة عام 1992 أن الحد الأقصى من الكمية الغذائية الآمنة المستهلكة هو حوالي 800 ميكروغرام في اليوم (15 ميكروغرام لكل كيلوغرام من وزن الجسم) ، ولكنها اقترحت 400 ميكروغرام في اليوم ليس فقط لتجنب السمية ، ولكن أيضا لتجنب خلق اختلال في المواد الغذائية في النظام الغذائي ومراعاة البيانات من بلدان أخرى . [16] وفي الصين، الناس الذين يتناولون الذرة التي تنمو في حقل غني جدا من السيلينيوم (كربوني) يعانون من السمية بسبب السيلينيوم .
في السمك تتسبب المستويات المنخفضة من السيلينيوم في النقص في حين أن المستويات المرتفعة تسبب سمية . على سبيل المثال ، في السلمون ، التركيز الأمثل للسيلينيوم في نسيج الأسماك (الجسم بأكمله) هو 1 ميكروجرام سيلينيوم لكل جرام من النسيج (الوزن الجاف) . وفي مستويات أدنى كثيراً من ذلك التركيز ، يموت السلمون من نقص السيلنيوم . [22] 

## نقص السيلينيوم
يمكن أن يحدث نقص السيلينيوم في المرضى الذين يعانون من ضعف شديد في الوظيفة المعوية ، والذين يعانون من تغذية معوية كاملة ، [24] و في المرضى المتقدمين بالعمر (أكثر من 90) . كما أن الأشخاص الذين يعتمدون على الأغذية المزروعة من التربة الخالية من السيلينيوم معرضون للخطر. وعلى الرغم من أن نيوزيلندا لديها كميات منخفضة من السيلينيوم في أراضيها ، لم تكتشف آثار صحية ضارة .[25]

## التوصيات الغذائية
قام معهد الطب الأمريكي (IOM) بتحديث متوسط الاحتياجات المقدرة (EARS) والبدلات الغذائية الموصى بها (RDAs) للسيلينيوم في عام 2000 . إذا لم تكن هناك معلومات كافية لتحديد الحدين  ، يتم استخدام ال (AI) بدلاً من ذلك. ال (EAR) الحالية للسيلنيوم للأشخاص الذين تتراوح أعمارهم بين 14 سنة وما فوق هي 45 ميكروغرام/يوم .وال RDA هو 55 ميكروغرام/يوم . ال (RDA ) للمرأة الحامل هو 60 ميكروغرام/يوم . وال(RDA ) للمرضعة هو 70 ميكروغرام/يوم . بالنسبة للأطفال الذين تتراوح أعمارهم بين 1 و13 عامًا تزيد الكمية مع التقدم بالعمر من 20 إلى 40 ميكروغرام/يوم. وفيما يتعلق بالسلامة، تحدد المنظمة الدولية للهجرة مستويات مقبولة من استهلاك الفيتامينات والمعادن عندما تكون الأدلة كافية. في حالة (UL) السيلينيوم  400 ميكروغرام/يوم إجمالاً . ويُشار إلى كل من EAR وRDAs وAIS وULS باسم المداخل المرجعية الغذائية . حيث قامت (DRIS) بتعيين الحد الخاص بها للسيلينيوم على 300 ميكروغرام/يوم ، وهو أقل من القيمة الأمريكية. [31]
بالنسبة إلى أغراض وضع العلامات على الأغذية والتغذية الأمريكية ، يتم التعبير عن المبلغ في الخدمة كنسبة مئوية من القيمة اليومية (%DV) . القيمة اليومية الموضوعة للسيلينيوم هي 70 ميكروغرام ، ولكن اعتبارًا من 27 مايو 2016 ، تم تنقيحها إلى 55 ميكروغرام . [32] يتم توفير جدول للقيم اليومية للبالغين عند مدخل[Reference Daily] . في الولايات المتحدة ، نقص  السيلنيوم ليس شائعا . وقد حددت دراسة استقصائية اتحادية لاستهلاك الاغذية أن متوسط الاستهلاك من الاغذية والمشروبات بالنسبة للنساء والرجال الذين تزيد أعمارهم عن 19 سنة كان 89 و 125 ميكروغرام/يوم على التوالي. بالنسبة للنساء والرجال من جميع الأعمار أقل من 3 ٪ استهلكوا أقل من EAR.